# Поддубный, Евгений Евгеньевич
Евге́ний Евге́ньевич Подду́бный (род. 22 августа 1983, Белгород) — российский военный корреспондент, пропагандист, заместитель генерального директора ВГТРК, автор документальных фильмов и специальных репортажей. Руководитель бюро ВГТРК на Ближнем Востоке и в Северной Африке, автор и ведущий программы «Война» телеканала «Россия 24». Координатор гуманитарной организации «Русская гуманитарная миссия» в Сирии. Член Академии российского телевидения (2010). Заслуженный журналист Российской Федерации (2018). Герой Российской Федерации (2024).
Европейским союзом и некоторыми другими странами, а также международными СМИ, оценивается как военный пропагандист. За «распространения кремлёвской пропаганды» в ходе нападения России на Украину включён в санкционные списки всех стран Евросоюза и ряда других государств

## Биография
Родился 22 августа 1983 года в Белгороде. Отец — Евгений Павлович Поддубный, мать Ирина Михайловна Поддубная — хирург. Начальное образование Евгений Евгеньевич получил в средней школе № 20 г. Белгорода. Окончил Белгородский государственный университет (БелГУ) по специальности «психология».
Вместе с родителями несколько лет провёл на Ближнем Востоке. Владеет английским языком, изучает арабский язык.
С 2001 по 2011 год работал специальным корреспондентом в Дирекции информационных программ телеканала «ТВ Центр». С сентября 2011 года — специальный корреспондент телеканалов «Россия-24» и «Россия-1». Освещал локальные конфликты в различных странах. Работал в Ираке, Афганистане, Израиле, Ливане, Абхазии, Египте, Южной Осетии, Пакистане, Таиланде, на территории Сектора Газа, неоднократно работал в Сирии и на Украине.
23 февраля 2018 года военные корреспонденты ВГТРК Евгений Поддубный и Александр Сладков выступили на праздничном концерте в Кремле, посвящённом 100-летию Красной армии и Дню защитника Отечества (показ состоялся в эфире телеканала «Россия-1»).
Вместе с Иосифом Кобзоном они исполнили песню на стихи Константина Симонова — «Песенка военных корреспондентов».
В 2018 году стал доверенным лицом кандидата в президенты России Владимира Путина. В 2022 году стал членом рабочей группы по мобилизации при президенте Путине. На президентских выборах 2024 года вновь стал доверенным лицом Путина.
7 августа 2024 года в Курской области по автомобилю, в котором ехал Поддубный, ударил украинский FPV-дрон. Ряд СМИ сообщил о смерти Поддубного, но затем выяснилось, что он был тяжело ранен и находится в реанимации в курской больнице.

## Работа в «горячих точках» мира

### Грузия
Евгений Поддубный — один из журналистов, освещавших события в Цхинвале во время войны в Грузии в августе 2008 года. Днём 8 августа он передал в штаб Сухопутных войск РФ генералу армии Владимиру Болдыреву сообщение секретаря Совета безопасности Южной Осетии генерала Анатолия Баранкевича о том, что возможности оборонять Цхинвал исчерпаны. У самого Анатолия Баранкевича на тот момент времени отсутствовали средства связи.
9 августа съёмочная группа Евгения Поддубного отказалась от эвакуации из зоны грузино-осетинского конфликта, уступив свои места в автомобиле мирным жителям. Совместно с группами «Первого канала», телеканала «НТВ» и телекомпании «Интер» журналисты продолжили освещение хода боевых действий на месте событий. Возвращение из Южной Осетии состоялось только 18 августа.

### Сирия
Неоднократно, в качестве специального корреспондента российского информационного канала «Россия-24», Евгений Поддубный работал на территории Сирии, освещал противостояние правительственных сил и вооружённой оппозиции в ходе гражданской войны в Сирии. Делал репортажи с передовой для программ «Вести» и «Вести недели».
16 сентября 2012 года в эфире телеканала «Россия-24» состоялась премьера его документального фильма «Битва за Сирию». В работе над созданием фильма принимали участие только члены съёмочной группы Евгения Поддубного в Сирии: оператор Александр Пушин и инженер Дмитрий Масленников. Лента была смонтирована в полевых условиях, в рекордно короткие сроки, по утверждению автора, для того, чтобы как можно более точно передать ощущения от происходящего в Сирии. Фильм «Битва за Сирию» переведён на несколько европейских языков.

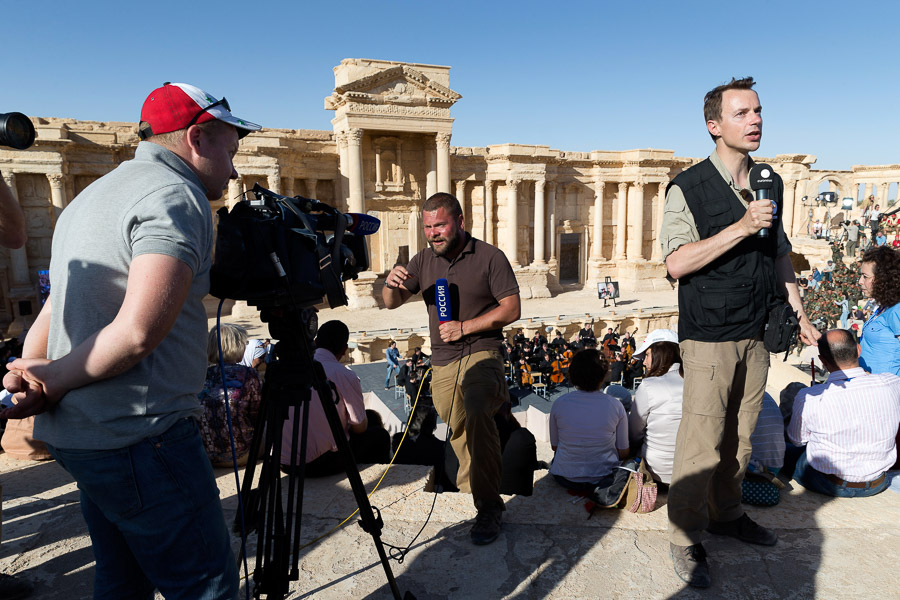
Специальный корреспондент ВГТРК Евгений Поддубный (в центре). Сирия. Пальмира, 5 мая 2016 года

В июне 2013 года МИД Туркменистана обвинил телеканалы «Россия-1», «Россия-24» и корреспондента Евгения Поддубного в нарушении элементарных норм журналистской этики за репортаж «Сирийский джихад превращает оппозицию в радикалов», где демонстрировались кадры, в которых присутствует якобы гражданин Туркменистана. В самом репортаже пленные члены террористической группировки утверждают, что они приехали из Туркменистана. По данным ряда сетевых СМИ ещё до выхода в эфир телеканала «Россия-24» сюжета «Сирийский джихад превращает оппозицию в радикалов», спецслужбы Туркменистана располагали информацией о задержанных в Сирии террористах, кроме того, сотрудники туркменских силовых структур вели активные поиски сообщников членов группировки «Фронт ан-Нусра» в Туркменистане.
8 июня 2013 года на подъезде к Голанским высотам боевики сирийской оппозиции обстреляли съёмочную группу специального корреспондента ВГТРК Евгения Поддубного, двигающуюся в составе колонны военнослужащих из Сирии на линии разъединения Сирии и Израиля. Боевики устроили засаду на дороге и открыли огонь по автомобилям, завязался бой. Колонну атаковали с двух сторон и стреляли, в первую очередь, по гражданским. Весь бой длился не более пятнадцати минут. Съёмочной группе удалось спастись лишь благодаря тому, что их машина была в конце колонны.
12 сентября 2013 года в эфир телеканала «Россия-24» вышло эксклюзивное интервью президента Сирийской Арабской Республики Башара Асада, которое глава государства дал Евгению Поддубному. В разговоре президент Сирии впервые публично заявил о том, что САР присоединяется к Конвенции о запрещении химического оружия. Стало известно, что правительство Асада передаёт под международный контроль арсеналы боевых отравляющих веществ, для того чтобы химическое оружие и мощности для его производства были уничтожены под контролем наблюдателей ОЗХО. У США исчез формальный повод нанести удар по Сирии. В итоге американский президент Барак Обама отказался от планов масштабной операции против САР.
После начала Военной операции России в Сирии Евгений Поддубный снова работал в Сирии.
С 2016 года Евгений Поддубный являлся координатором АНО «Русская гуманитарная миссия» в Сирии. 8 сентября 2016 года в воюющем сирийском Алеппо сотрудникам российской негосударственной гуманитарной организации впервые удалось доставить продовольственную помощь мирным жителям в прифронтовой район. Координировал доставку продуктовых наборов жителям Алеппо Евгений Поддубный. 20 ноября 2016 года начался процесс эвакуации мирных жителей из зоны боевых действий при активном участии Русской гуманитарной миссии. Гуманитарная организация, российские офицеры центра по примирению враждующих сторон в Сирии, христианское ополчение Алеппо, сирийские военные вывели с территории, которую контролировали боевики террористической группировки «Фронт ан-Нусра», две семьи. Операция проходила ночью и закончилась успехом. 10 человек благополучно пересекли линию фронта и были эвакуированы в район, который контролируется сирийскими военными. Далее был проведён ещё ряд подобных успешных операций. Операции, в которых участвовали сотрудники АНО «Русская гуманитарная миссия», были важным этапом в процессе эвакуации мирных жителей из зоны боевых действий, в условиях, когда террористические группировки препятствовали выходу гражданских по гуманитарным коридорам из восточной в западную часть Алеппо.

### Украина
С начала 2014 года Евгений Поддубный в качестве специального корреспондента телеканала «Россия-24» освещал события на Майдане, процессы, связанные с аннексией Крыма Россией, а затем — события, происходящие на Украине во время политического кризиса 2014 года. Со своей съёмочной группой работал в Киеве и в различных регионах востока страны: Донбасс, Артёмовск, Луганск, Славянск, Краматорск, Горловка и других.
В 2022 году после начала вторжения России на Украину работает в зоне военного конфликта в качестве военного репортёра ВГТРК. В данном амплуа обвиняется в поддержке военных преступлений России и незаконном проникновении на территорию Украины.

### Афганистан
С августа 2021 года работал в Афганистане.

## Международные санкции
4 мая 2022 года, на фоне вторжения России на Украину, внесён в санкционный список Великобритании из-за «распространения кремлёвской пропаганды», кроме того «Поддубный оказал поддержку и способствовал вторжению России в Украину».
18 мая 2022 года был включён в санкционный список Австралии. 19 октября 2022 года попал под санкции Украины. 3 февраля 2023 года внесён в санкционный список Канады как причастный к распространению российской дезинформации и пропаганды.
23 июня 2023 года Поддубный включён в санкционный список всех стран Евросоюза за поддержку действий которые подрывают и угрожают территориальной целостности, суверенитету и независимости Украины:

Поддубный является членом рабочей группы, созданной президентом Путиным в декабре 2022 года, в задачи которой входит координация мобилизационных усилий России для поддержки её агрессивной войны против Украины. Кроме своей роли в рабочей группе, он работает в качестве военного корреспондента в российской государственном компании ВГТРК, распространяя дезинформацию и прокремлёвскую пропаганду об агрессивной войне России против Украины.— «Официальный журнал Европейского союза», Брюссель, 23 июня 2023 года

## Фильмография

### Документальные фильмы и специальные репортажи
- 2007 — «Укрощение строптивых» (о беспорядках в Дании; режиссёр — Владимир Батраков)[50].
- 2008 — «Война за мир» (о российских миротворцах в Абхазии, Южной Осетии и Приднестровье)[51].
- 2011 — «Внимание! Теракт» (о теракте в аэропорту «Домодедово»)[52].
- 2011 — «Последний поход» (специальный репортаж от 3 декабря 2011 года об утилизации ядерных реакторов списанных российских атомных подводных лодок на судоремонтном заводе «Нерпа»)[53].
- 2012 — «Город больших огней» (документальный фильм, посвящённый городу Баку в связи с проведением конкурса песни «Евровидение-2012»; режиссёр — Александр Горяинов, оператор-постановщик — Василий Шульга)[54][55].
- 2012 — «Битва за Сирию» (документальный фильм, рассказывающий о том, с кем сражается сирийская армия, за что воюет вооружённая оппозиция и почему в этом конфликте так много заинтересованных сторон; режиссёр — Евгений Поддубный, оператор-постановщик — Александр Пушин)[16].
- 2013 — «Путёвка на юг» (специальный репортаж от 24 ноября 2013 года о вербовке россиян в ваххабитское подполье на Северном Кавказе для борьбы против кафиров — неверных)[56].
- 2014 — «Прощание славян» (специальный репортаж от 6 апреля 2014 года о задержании украинскими властями сотрудников отряда «Беркут» в Киеве в рамках расследования кровавых событий февраля 2014 года)[32].
- 2015 — «Цена поражения» (документальный фильм от 1 марта 2015 года о том, что власти Украины скрывают от населения реальное число потерь в ходе боевых действий на востоке страны)[57].
- 2015 — «Батя» (документальный фильм от 5 мая 2015 года о лидере ополчения Донбасса Александре Захарченко)[58].
- 2016 — «Пальмира» (документальный фильм, посвящённый освобождению Пальмиры; режиссёр — Саида Медведева)[59].
- 2017 — «Алеппо. Освобождение» (документальный фильм о битве за сирийский город Алеппо)[60].
- 2021 — «Без права на ошибку. Рождественский визит в Дамаск» (документальный фильм о специальной операции ГРУ ГШ ВС РФ на территории Сирии и визите президента России Владимира Путина в Дамаск)[61].

### Продюсер
- 2011 — «Сахар» (короткометражный игровой фильм — участник Short Film Corner Cannes Festival 2011 года; режиссёр — Вадим Данцигер)[62].
- 2012 — «Город больших огней» (документальный фильм, посвящённый городу Баку в связи с проведением конкурса песни Евровидение-2012; режиссёр — Александр Горяинов, оператор-постановщик — Василий Шульга)[54][55].

## Награды и премии

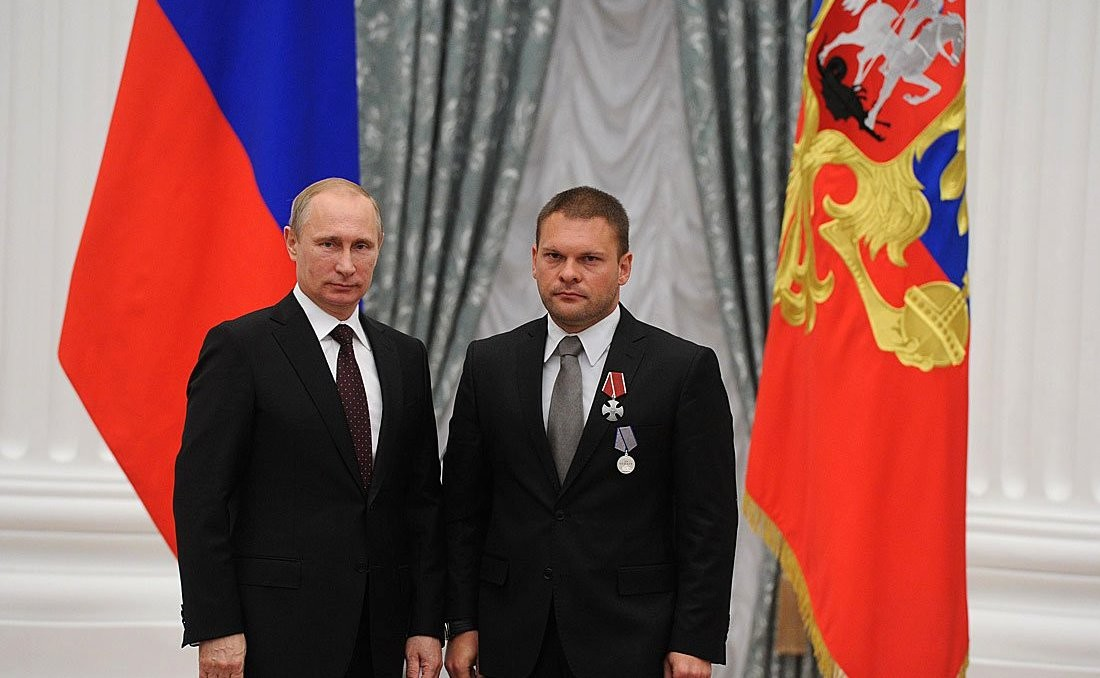
Награждение орденом Мужества. Москва, Кремль, 31 июля 2014 года

### Государственные награды Российской Федерации
- 2009 — Медаль ордена «За заслуги перед Отечеством» II степени — за мужество, отвагу и профессионализм, проявленные во время работы во время военного конфликта в Цхинвале[63].
- 2013 — Медаль «За отвагу» (24 декабря 2013 года) — за отвагу и высокий профессионализм, проявленные в экстремальных ситуациях[64].
- 2014 — Орден Мужества (вручён 31 июля 2014 года)[65].
- 2015 — Орден Александра Невского (вручён 10 декабря 2015 года) — за высокий профессионализм, смелость и отвагу[66].
- 2017 — Орден «За заслуги перед Отечеством» IV степени (вручён 26 января 2017 года)[67][68].
- 2018 — Заслуженный журналист Российской Федерации (27 декабря 2018 года) — за заслуги в развитии отечественной журналистики и многолетнюю плодотворную работу[69].
- 2024 — Герой Российской Федерации  (26 сентября 2024 года) — за мужество и героизм, проявленные при исполнении служебного долга[70].

### Ведомственные награды Российской Федерации
- 2019 — Медаль «За содружество во имя спасения» МЧС РФ (14 января 2019 года)[71]
- Медаль «Участнику военной операции в Сирии» Минобороны России.
- 2020 — Медаль «Доблесть и отвага» СК РФ (20 марта 2020 года) — за мужественные действия, проявленные в условиях, сопряженных с риском для жизни[72]

### Награды международных организаций
- 2015 — Почётная грамота Совета Межпарламентской Ассамблеи государств — участников Содружества Независимых Государств (26 ноября 2015 года, Межпарламентская ассамблея СНГ) — за активное участие в проведении международного телекинофорума «Вместе», вклад в укрепление дружбы между народами государств — участников Содружества Независимых Государств[73]

### Государственные награды Республики Южная Осетия
- 2008 — Орден Дружбы Республики Южная Осетия (25 декабря 2008 года) — «за объективное освещение событий в период вооружённой агрессии Грузии против Южной Осетии в августе 2008 года»[74].
- 2019 — Медаль «В ознаменовании 10-летия победы в Отечественной войне народа Южной Осетии» (12 февраля 2019 года) — «за мужество, стойкость и подлинный героизм в деле объективного освещения в средствах массовой информации трагических событий вероломной агрессии Грузии против народа Республики Южная Осетия в августе 2008 года»[75].

### Общественные награды и премии
- 2014 — специальный приз российской национальной телевизионной премии «ТЭФИ—2014» (27 июня 2014 года) — «за профессионализм и мужество при исполнении журналистского долга» (за освещение войны на Донбассе)[76][77].
- 2015 — премия имени Юлиана Семёнова в области экстремальной геополитической журналистики (16 января 2015 года)[78];
- 2015 — диплом XVIII Межрегионального фестиваля военно-патриотических телевизионных и радиопередач «Щит России» и специальный приз губернатора Ямало-Ненецкого автономного округа «За мужество, проявленное при выполнении профессионального долга» (10 июня 2015 года)[79][80];
- 2015 — премия «Человек года — 2015» Русского биографического института в номинации «Журналистика» (9 декабря 2015 года)[81] — за мужество и профессионализм[82];
- 2015 — премия «Золотое перо России — 2015» (29 января 2016 года) — за серию репортажей из «горячих точек»[83][84].
- 2016 — победитель Всероссийского фестиваля прессы «МЕДИА-АС — 2016» (проводится Минобороны России) в специальной номинации «За боевые отличия» — за мужество, проявленное при выполнении профессионального долга в боевых условиях[85];
- 2016 — дипломант Международной литературно-медийной премии имени Олеся Бузины в номинации военная журналистика[86];
- 2016 — премия «ТЭФИ—2016» (вместе с Александром Пушиным и Меробом Меробовым) в номинации «Репортёр/оператор репортажа» категории «Вечерний прайм» (28 июня 2016 года) за репортаж «Освобождение Пальмиры»[87][88].
- 2017 — премия Союза журналистов России «Камертон» имени Анны Политковской (8 сентября 2017 года)[89].
- 2017 — премия Фонда Андрея Первозванного «Вера и Верность» (18 декабря 2017 года)[90][91].
- 2018 — премия «ТЭФИ—2018» (вместе с Александром Пушиным) в номинации «Репортёр/оператор репортажа» категории «Вечерний прайм» (3 октября 2018 года) за репортаж[92] «Война в Сирии: финал появился на горизонте»[93].
- 2022 — Премия Правительства Российской Федерации в области средств массовой информации (27 декабря 2022 года) —  за обеспечение информационного освещения боевых действий и мероприятий по восстановлению мирной жизни в период специальной военной операции[94].
- 2022 — Золотая медаль имени Юрия Левитана «За выдающийся вклад в теле-радиожурналистику» (кинофорум «Золотой Витязь»)[95].